# 20814 Laurajones
20814 Laurajones este un asteroid din centura principală de asteroizi.

## Descriere
20814 Laurajones este un asteroid din centura principală de asteroizi. A fost descoperit pe 27 septembrie 2000 la Socorro, New Mexico, în cadrul proiectului LINEAR. Asteroidul prezintă o orbită caracterizată de o semiaxă mare de 2,97 ua, o excentricitate de 0,10 și o înclinație de 9,2° în raport cu ecliptica.